# Meczet Kuba
Meczet Kuba (arab. ‏مَسْجِد قُبَاء‎) – VII-wieczny meczet znajdujący się na południu Medyny. Najstarsza w historii świątynia muzułmańska, druga pod względem wielkości w Medynie.

## Opis świątyni
Na kompleks meczetu Kuba składają się między innymi 4 minarety oraz 56 kopuł, każdy z minaretów ma ok. 50 metrów długości. Poza salami modlitewnymi wewnątrz meczetu znajdują się także sklepy oraz biblioteki. Świątynia może pomieścić około 20 tys. wiernych.

## Historia
Według saudyjskiego Ministerstwa Hadżdżu i Umry budowę meczetu Kuba zainicjował sam prorok Mahomet. W 622 roku, podczas swojej ucieczki z Mekki do Medyny, Mahomet miał się zatrzymać w wiosce Kuba, gdzie wraz ze swoimi współwyznawcami zbudował meczet; według tradycji prace nad budową trwały trzy dni.
W 684 roku z inicjatywy kalifa Abd al-Malika ibn Marwana miała miejsce rozbudowa świątyni. Podczas panowania Umara ibn Abd al-Aziza dobudowano minaret, a w 1044 roku wybudowano także mihrab. Następnie meczet został poddany poważnym przebudowom m.in. w XIII i XIV wieku, a także podczas panowania XIX-wiecznych osmańskich władców Mahmuda II oraz Abdülmecida I. Kolejna przebudowa miała miejsce w latach 80. XX w., została sfinansowana przez saudyjskie władze; autorem projektu rekonstrukcji był egipski architekt Abd al-Wahid al-Wakil.